# William Popham
William Popham (1791 – Christchureh 1864) Almirante británico de la Marina Real, hijo de Sir Home Riggs Popham y descendiente de Sir John Popham.

## Biografía
En mayo de 1805 ingresa en la Marina Real como voluntario de primera clase. Es asignado guardiamarina en el HMS Diadem de 64 cañones, en la escuadra que dirige su padre, Sir Home Riggs Popham como comodoro.
Participa en la toma de Ciudad del Cabo en 1805 y en la posterior toma de Buenos Aires (ver Invasiones Inglesas). En 1807 en la Expedición a Copenhague (16 de agosto al 5 de septiembre) (ver Segunda Batalla de Copenhague).
En 1809 al mando del HMS Heela bombardera Argel
En 1815 comanda el HMS Pandora de 18 cañones en el mar Mediterráneo.